# Tetyda (tytanida)
Tetyda (także Tetys; gr. Τηθύς Tēthýs, łac. Tethys) – w mitologii greckiej bogini i uosobienie żeńskiej siły rozrodczej morza; jedna z tytanid.
Należała do pierwszego pokolenia tytanów. Uchodziła za córkę Uranosa i Gai. Była siostrą tytanów (Hyperiona, Japeta, Kojosa, Kriosa, Kronosa, Okeanosa) i tytanid (Fojbe, Mnemosyne, Rei, Tei, Temidy) oraz cyklopów (Argesa, Brontesa, Steropesa) i hekatonchejrów (Ajgajona, Gygesa, Kottosa). Z Okeanosem, swoim bratem i mężem, miała synów potamoi i córki Okeanidy (ok. 3000).
Wychowywała Herę, którą oddała jej pod opiekę Reja podczas walki Zeusa przeciw Kronosowi. Mieszkała na dalekim Zachodzie – w miejscu, gdzie Helios kończył swój bieg.
Imieniem tytanidy nazwano jeden z księżyców Saturna – Tetyda oraz wielki ocean, który rozdzielał w dawnych epokach geologicznych Europę i Afrykę.

## W kulturze
- W filmie Zmierzch tytanów z 1981 r. w rolę Tetydy wcieliła się Maggie Smith. Została błędnie przestawiona jako bogini olimpijska. Mści się za krzywdę swojego syna Kaliposa na Zeusie poprzez krzywdzenie tych, których kocha jego syn Perseusz.